# Flujo monetario

Circuito macroeconómico en una economía abierta.

En economía, el flujo monetario es un flujo circular entre las familias y las empresas, el cual consiste en el pago, por parte de las familias, de los bienes y servicios que ofrecen las empresas, y las remuneraciones que reciben las familias de las empresas en contraprestación a sus servicios de trabajo.
Las empresas o productores, pagan salarios, alquileres, dividendos e intereses, a los consumidores, estos a su vez pagan bienes y servicios, materias primas y bienes de capital a las empresas o productores. Así se forma el ciclo.